# Bernhardin I. von Herberstein

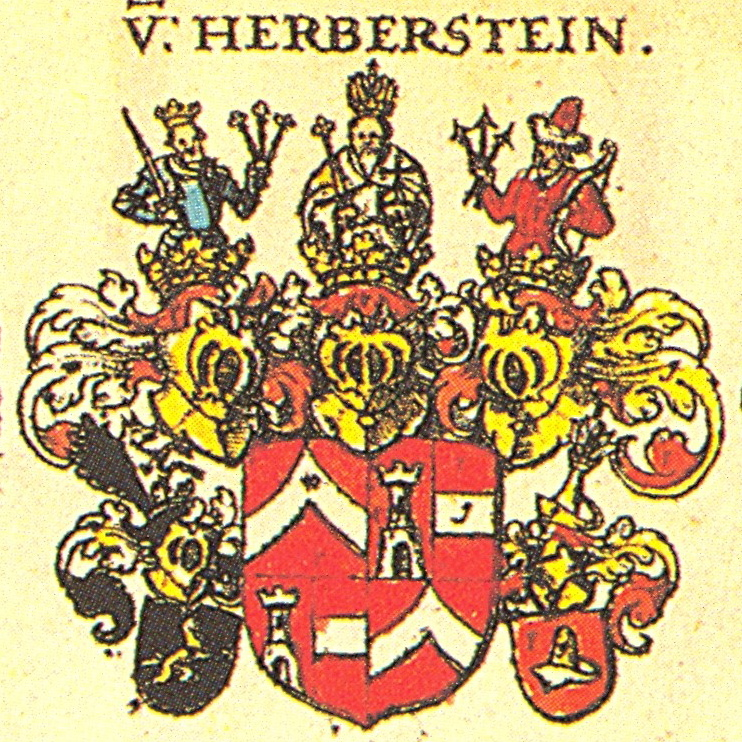
Das Wappen der Freiherren von Herberstein in Johann Siebmachers Wappenbuch 1605

Bernhardin I. von Herberstein Reichsfreiherr zu Neuberg und Gutenhag – auch Bernhardin I. Freiherr von Herberstein genannt – (* c. 1490; † 10. März 1554) auf Schloss Herberstein und Seibersdorf, war 1528 Oberst des steiermärkischen Kriegsvolkes, 1534 Landesverweser im Herzogtum Steiermark, wurde 1537 Reichsfreiherr, und wurde in den niederösterreichischen Herrenstand aufgenommen, seit 1542 „Freiherr zu Neuberg und Gutenhag“. Er war der nähere Stammvater der älteren Linie seiner Familie. 

## Herkunft
Bernhardin I. von Herberstein stammte aus dem österreichischen – genauer gesagt steiermärkischen – Adelsgeschlecht Herberstein, und zwar aus der älteren Hauptlinie, die sich von Georg von Herberstein zu Burg Herberstein († 1458) ableitet.
Sein Vater, Friedrich von Herberstein († c. 1504/05), wurde als jüngster Sohn des Georg von Herberstein von seinen älteren Brüdern gering geachtet, war aber derjenige, der schließlich alle Brüder – die sämtlich ohne männliche Erben blieben – überlebte und damit in den Alleinbesitz der Herrschaft Herberstein kam. Seine Mutter war die zweite Frau seines Vaters, Margaretha Galler von Schwamberg.

## Leben

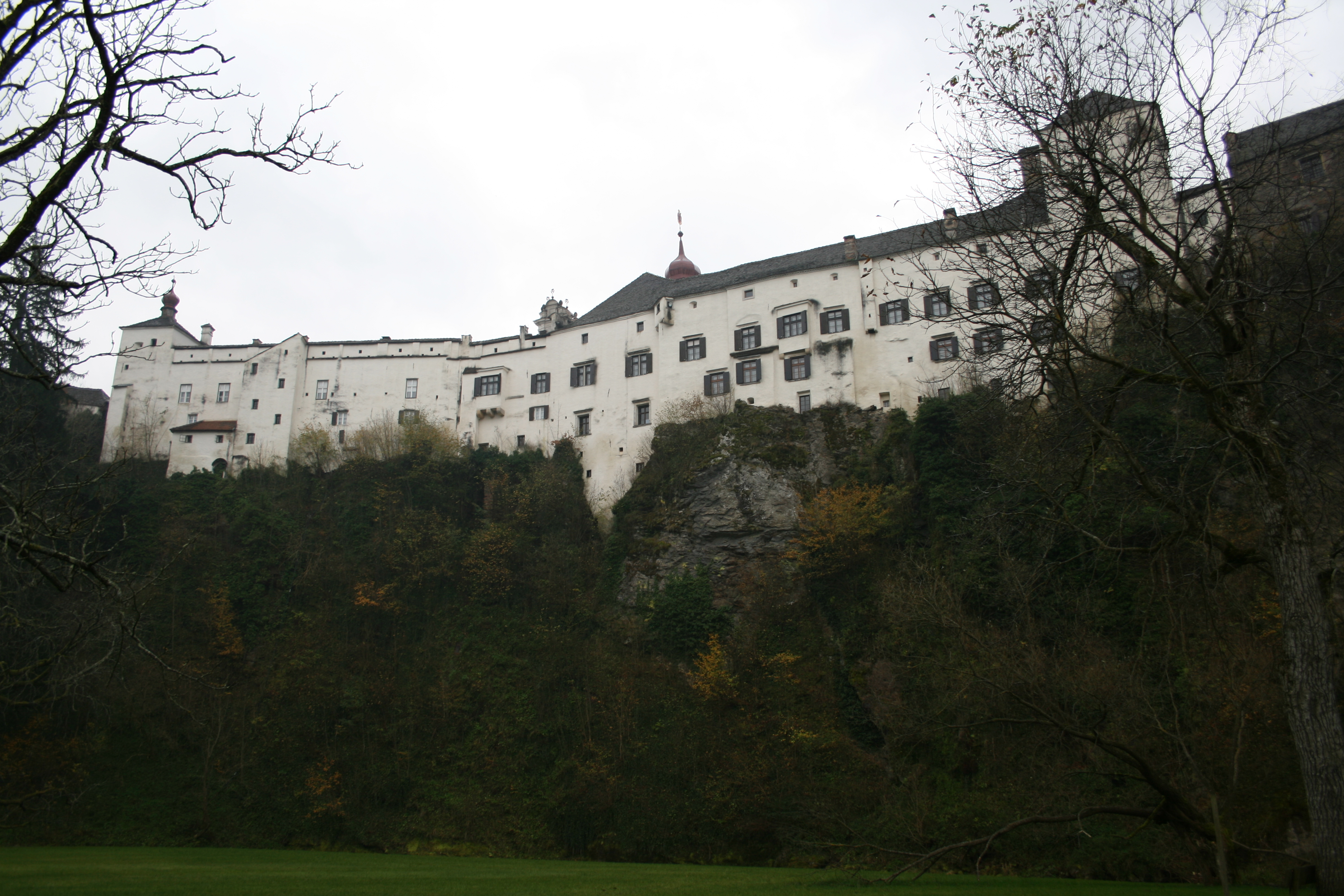
Schloss Herberstein von der Feistritzklamm aus gesehen (November 2006)

Bernhard diente seit früher Jugend dem Landesherren Kaiser Maximilian I.  als Kurier und durchritt so beinahe ganz Deutschland. Im Jahre 1513 nahm er an der berühmten 2. Sporenschlacht, der der Schlacht bei Guinegate (heute Enguinegatte bei Saint-Omer im heutigen Département Pas-de-Calais) teil, in der am 16. August 1513 die Truppen des Hauses Österreich unter Kaiser Maximilian I. und die des Königreiches England unter König Heinrich VIII. (1509–1547) (bzw. von Thomas Wolsey, 1514 Erzbischof von York, 1515 Kardinal und Lordkanzler von England) die Armee des Königreiches Frankreich unter dem Kommando von Louis I. duc de Longueville (1480–1516) aus dem Haus Orléans und dem Marschall von Frankreich, Jacques II. de Chabannes, Seigneur de La Palice, genannt „le Sire de La Palice“ (* 1470; † 1525) besiegten, wobei die beiden französischen Kommandanten sowie der berühmte Kriegsheld Pierre du Terrail de Bayard Bekannt als „chevalier Bayard“ (* 1476; † 1524) – der zum Modell des „chevalier sans peur et sans reproche“ (den Ritter ohne Furcht und Tadel) wurde – in Gefangenschaft gerieten. Herberstein hatte damit die seltene Gelegenheit an einer Schlacht mitzuwirken, in dem die Spitzen der Europäischen Politik und vorbildliche Feldherren beteiligt waren. 
Später trat er den Dienst des Herzogs Heinrich I. von Braunschweig-Lüneburg (* 1468, † 1532) und beteiligte sich an dessen Krieg gegen die Grafen von Hoya (wohl gegen Graf Jobst II. von Hoya (* 1493, † 1545)).
Im Jahre 1517 wurde er in den Orden des heiligen Christoph aufgenommen, der von Siegmund von Dietrichstein Reichsfreiherr zu Hollenburg Finkenstein und Thalberg (* 1484; † 1533) und einigen Adligen am 22. Juni 1517 gegründet worden war, um dem Laster des Fluchens und dem unmäßigen Trinken Einhalt zu gebieten. Mitgliedern war daher Fluchen und Schwören ebenso verboten wie unmäßiges Trinken. Herberstein widmete sich weiter dem Militärdienst und wurde wegen seiner Tüchtigkeit im Jahre 1528 zum Kommandanten des steiermärkischen Aufgebotes ernannt, das nach Ungarn gesandt wurde, um nach der dramatischen Niederlage der ungarischen Streitkräfte im Kampf gegen die Armee von Sultan Süleyman I. „dem Prächtigen“ und dem Tod von König Ludwig II. von Ungarn (1516–1526) in der Schlacht bei Mohács (1526) ein weiteres Vordringen der Osmanen in Ungarn – das als Erbe des Hauses  Österreich angesehen wurde – zu verhindern. Sechs Jahre später, 1534 wurde Herberstein als österreichischer kaiserlicher Rat zum Landesverweser im Herzogtum Steiermark bestellt. Im Jahre 1537 wurde Bernhardin I. von Herberstein und gleichzeitig das Gesamtgeschlecht in den erbländischen Freiherrnstand und in den Reichsfreiherrenstand erhoben und noch im selben Jahr in den niederösterreichischen Herrenstand aufgenommen. 1542 wurde der Familie das Recht verliehen, sich „Freiherr (bzw. Freiin) zu Neuberg und Gutenhag“ zu nennen.

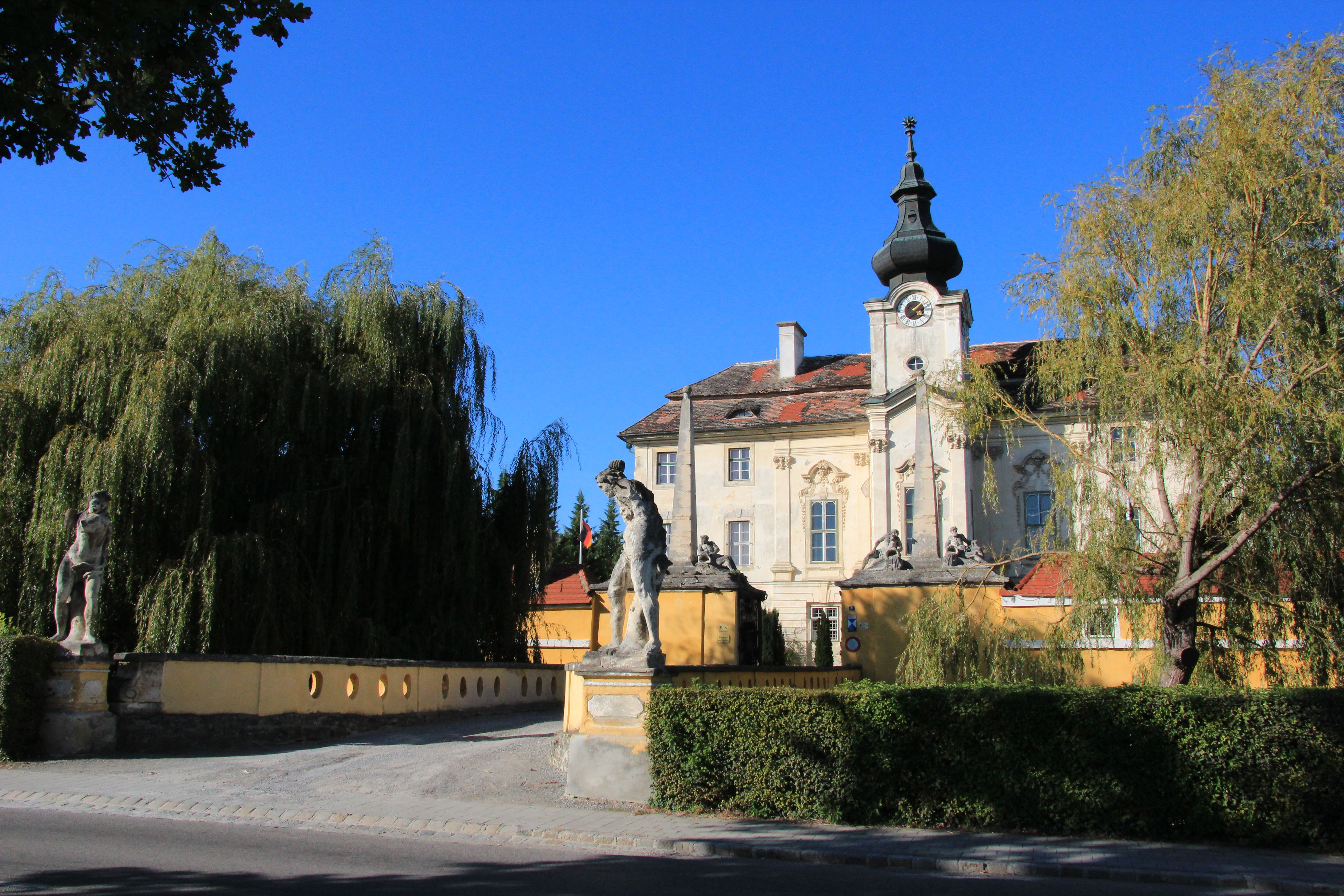
Schlossanlage Seibersdorf

Bernhard, der das Stammschloss der Familie, Schloss Herberstein, geerbt hatte, war auch bemüht, seinen Grundbesitz zu vermehren. Im Jahre 1534 gelang es ihm, Gut und Markt Seibersdorf in Niederösterreich zu erwerben. Ein Jahr später übernahm er gemeinsam mit seinem Vetter Hans von Herberstein (aus der jüngeren Hauptlinie) pfandweise das Schloss und die Herrschaft Fürstenfeld in der südöstlichen Südsteiermark. Bernhardin I. von Herberstein starb am 10. März 1554 im Alter von etwa 64 Jahren.

## Ehe und Kinder
Bernhardin I. Freiherr von Herberstein war mit Katharina von Saurau (* 3. Februar 1519; † 28. Februar 1570) – aus dem gleichnamigen steirischen Uradelsgeschlecht – verheiratet. 
Kinder (Reihenfolge ungewiss):
Bernhardin I. hatte acht Söhne und fünf Töchter, von denen einige vor ihm verstarben – die Söhne zumeist in kaiserlichen Kriegsdiensten gegen die Osmanen.
Zu erwähnen wären (alle Reichsfreiherrn bzw. Reichsfreiinnen zu Neuberg und Gutenhag):
- Franz von Herberstein, der älteste Sohn, war in Kriegsdiensten, führte in Kriegen gegen die Türken das steirische Banner und fiel  im Kampf.
- Wilhelm von Herberstein († 18. April 1557) stand in Kriegsdiensten, war Kämmerer des Kaisers Ferdinand I. und war mit Siguna von Khevenhüller aus dem Hause Hochosterwitz verheiratet, starb jedoch kinderlos an seinen im Kampf erlittenen Verletzungen.
- Georg der Breite von Herberstein (* 28. Jänner 1529; † 1586), vereinigte die Besitzungen dieser Linie in seiner Hand und war der nähere Stammvater der älteren Hauptlinie. ⚭ Barbara Schindl von Dromsdorf (N)
- Die Brüder Erasmus, Christoph, Friedrich und Wolf Dietrich blieben sämtlich unverheiratet und starben in kaiserlichen Kriegsdiensten.
- Otto Ruprecht von Herberstein fiel in Ungarn im Kampf gegen die Türken.
- Margarete von Herberstein, (* 18. Jänner 1529) ⚭ Johann von Steinpeiss (Steinbeiss)
- Barbara von Herberstein, ⚭ Valentin von Lamberg